# The Cohen Group
The Cohen Group és una firma de consultoria empresarial que ofereix lideratge corporatiu amb consell estratègics i assistència en desenvolupament de negoci, regulacions, identificació d'oportunitats d'inversió i activitats de recaptació de capital. La firma cobreix sectors de negoci importants i regions crítiques del món, incloent l'Orient Mitjà, Àsia-Pacífic, Amèrica Llatina i Europa. La firma té la seu a Washington DC, amb oficines a Londres, Regne Unit, Emirats Àrabs Units, Nova Delhi, Pequín i Tientsin. The Cohen Group té un acord estratègic amb DLA Piper, una firma de dret global amb més de 4.200 advocats i 71 oficines en 30 països de tot el món.
La firma va ser fundada el 2011 per l'ex-secretari de defensa William S. Cohen per ajudar les empreses multinacionals a expandir-se a l'estranger.

## Publicacions
- 21 d'abril de 2017, Juan Gonzalez: Tillerson's Diplomatic Approach in Venezuela is Paying off Foreign Affairs
- 15 de gener de 2017, Two Visions, One Collaboration? Part of a Future for US-China Relations? The Asia-Pacific Journal: Japan Focus
- 27 de juny de 2016, Amb. Nicholas Burns: NATO After Brexit: Restoring the Power and Purpose of the Alliance Atlantic Council
- 13 de febrer de 2016, Former Labour defence chief George Robertson warns Jeremy Corbyn not to scrap Trident The Telegraph
- 15 de juliol de 2015, Ambassador Nicholas Burns: Syria’s worsening refugee crisis demands action from the West Arxivat 2019-08-27 a Wayback Machine. The Washington Post
- 9 de juliol de 2015, Ambassador Nicholas Burns: The deal is historic, but the US must now act to contain Iran Financial Times
- 27 de maig de 2015, Secretary Cohen: Why President Obama Should Export Crude Oil Time
- 4 d'abril de 2015, Secretary Cohen: President Obama Has Put Republicans and Our Allies in a Box Time
- 6 de març de 2014, Secretary Cohen: Whither NATO? Difficulties in the Trans-Atlantic Relationship Spiegel Online
- 9 de novembre de 2013, Ambassador Marc Grossman: The Power to Secure Afghanistan's Future is in the Hands of the People Arxivat 2019-08-27 a Wayback Machine. German Marshall Fund
- 11 de novembre de 2012, Secretary Cohen: The Pivot to Asia and Obama’s Second Term Arxivat 2019-08-27 a Wayback Machine. Hindustan Times